# Mikrosandstrahlen

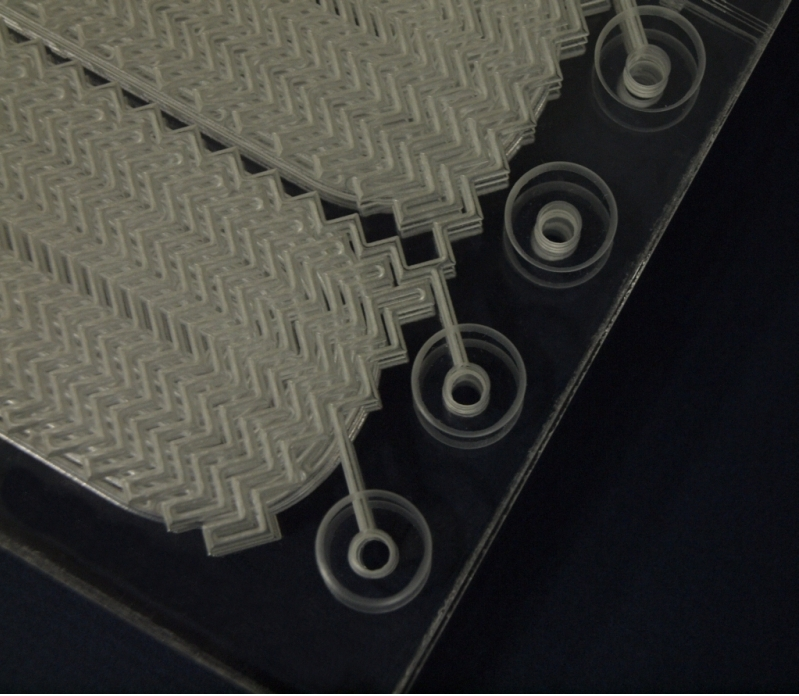
Thermisch gebondeter Multistack Mikroreaktor aus Glas. Kanäle und Verbindungslöcher sind gesandstrahlt. Neben Reaktionskanälen sind Temperierungskanäle integriert.

Das Mikrosandstrahlen (englisch micro sand blasting oder micro powder blasting) ist eine spezielle Art des Sandstrahlens, die hauptsächlich in der Mikrosystemtechnik angewandt wird.
Durch das Mikrosandstrahlen können Strukturen in Silizium- und Glassubstraten erzeugt werden.
Zunächst muss für den Sandstrahlprozess eine fotolithografische Maske auf dem Substrat erzeugt werden. Diese so entstandene Maske schützt einzelne, durch das Maskendesign definierte Bereiche. Auf den freien, ungeschützten Flächen schlagen Sandpartikel homogener Größe das Material aus seinem Verbund heraus. Abhängig von der Dauer und Stärke des Prozesses entstehen Kanalstrukturen definierter Tiefe oder sogar Durchlöcher. Für das Mikrosandstrahlen gibt es eine Vielzahl von Anwendungsfeldern. Hauptsächlich wird diese Technologie bei der Herstellung von Kanalstrukturen, von Seiteneingängen oder Zuführlöchern in Mikrofluidik-Chips aus Glas, wie beispielsweise D263-, Borofloat- oder Quarz-Gläsern verwendet.

## Technische Details
- Kanäle auf Tiefe
- Mehrfache Tiefen
- Positive Abschrägungen (Winkel 70–75°)
- Rauheit abhängig vom Design und den Anlagenparametern (im Durchschnitt 0,4 bis 1,5 µm)

## Anwendungen
- Mikrofluidische Kanäle und Öffnungen
- Seiteneingänge (Kapillaren können seitlich in Mikrofluidik-Chips eingeklebt und so hochdruckstabile Verbindungen realisiert werden.)
- Durch den Wafer gehende Verbindungen bzw. Löcher (zur fluidischen Kopplung von im Chip liegenden Kanalstrukturen zur Peripherie)
- Anrauen von Oberflächen (z. B. zur Erhöhung der mechanischen Adhäsion von Antikörpern in Chips)
- Löcher für elektrische Durchkontaktierungen (Anschluss elektrischer Peripherie an integrierten Elektroden)